# Nvidia nForce 600
nForce 600 ist eine Familie von PC-Chipsätzen der Firma Nvidia für AMDs AMD-K8-, AMD-K9- und K10-Prozessoren sowie Intels Pentium 4/D, Celeron/D und Core-2-Prozessoren.

## AMD K8/K9/K10-Serie
Die Chipsätze dieser Serie sind für alle Prozessoren der AMD-K8-, AMD-K9- und AMD-K10-Serie geeignet.

### Entwicklung
Die nForce 600a Serie für AMD ist eine überarbeitete Version der nForce 500a Serie.

### Modelle
Es gibt folgende Varianten:
- nForce 630a
- nForce 680a SLI

Der nForce 630a besitzt eine integrierte Grafikeinheit. Da zwei verschiedene Grafikeinheiten verwendet werden, unterteilt sich diese Variante noch einmal in zwei verschiedene Modelle. Der nForce 630a-Chipsatz gilt als einer der sparsamsten und erfolgreichsten Chipsätze seiner Zeit. Er wird mittlerweile seit über 11 Jahren produziert (Stand: Februar 2018).
Der nForce 680a SLI wurde speziell für AMD Quad FX entwickelt und bietet vier PEG-Slots. Der Chipsatz selber besteht dabei aus zwei vollwertigen nForce-570-SLI-Chipsätzen und bietet dementsprechend eine Fülle an Anschlüssen und PCIe-Lanes.

### Ausstattung

#### Northbridge
| Modell                     | Front Side Bus  | PCI-Express | PCI-Express | Besonderheiten               |
| Modell                     | Front Side Bus  | Lanes       | Links       | Besonderheiten               |
| -------------------------- | --------------- | ----------- | ----------- | ---------------------------- |
| nForce 630a / GeForce 7025 | 1000 MHz HT 2.0 | 19          | 4           | integrierte Grafik ohne HDMI |
| nForce 630a / GeForce 7050 | 1000 MHz HT 2.0 | 19          | 4           | integrierte Grafik mit HDMI  |
| nForce 680a SLI            | 1000 MHz HT 2.0 | 56          | 12          | 2x nForce 570 SLI            |

#### Southbridge
| Modell                     | PATA (ATA-133) | SATA (SATA II) | Unterstützte RAID-Modi | USB (USB 2.0) | Anzahl PCI-Slots | Ethernet (Gigabit) | Audio | sonstiges |
| -------------------------- | -------------- | -------------- | ---------------------- | ------------- | ---------------- | ------------------ | ----- | --------- |
| nForce 630a / GeForce 7025 | 2              | 4              | 0, 1, 0+1, 5           | 10            | 2                | 1                  | HDA   |           |
| nForce 610i / GeForce 7050 | 2              | 4              | 0, 1, 0+1, 5           | 12            | ?                | 1                  | HDA   |           |
| nForce 630i / GeForce 7100 | 2              | 4              | 0, 1, 0+1, 5           | ??            | ?                | 1                  | HDA   |           |
| nForce 680a SLI            | 4              | 12             | 0, 1, 0+1, 5           | 20            | 10               | 2                  | HDA   |           |

#### IGPs
| Modell       | Codename | Pro- zess | Interface | max. Speicher (MB) | Grafikprozessor (GPU) | Grafikprozessor (GPU) | Grafikprozessor (GPU) | DirectX / OpenGL | Sonstiges      |
| Modell       | Codename | Pro- zess | Interface | max. Speicher (MB) | Chiptakt (MHz)        | Pipes x TMUs x VPUs   | Füllrate (MT/s)       | DirectX / OpenGL | Sonstiges      |
| ------------ | -------- | --------- | --------- | ------------------ | --------------------- | --------------------- | --------------------- | ---------------- | -------------- |
| GeForce 7025 | C86S     |           | HT        | 256 (Shared)       | 425 MHz               | ? x 2 × 1             | 850                   | 9.0c / 2.0       | HD Video       |
| GeForce 7050 | C86PV    |           | HT        | 256 (Shared)       | 425 MHz               | ? x 2 × 1             | 850                   | 9.0c / 2.0       | HD Video, HDMI |
| GeForce 7100 |          |           | HT        |                    | MHz                   |                       |                       | 9.0c / 2.0       | HD Video, HDMI |

## Intel AGTL+ Busprotokoll
Die Chipsätze dieser Serie sind für alle Intel-Prozessoren geeignet, die das Busprotokoll AGTL+ nutzen.

### Entwicklung
Die nForce 600i Serie für Intel ist eine überarbeitete Version der nForce 500i Serie.

### Modelle
Es gibt folgende Varianten:
- nForce 650i Ultra
- nForce 650i SLI
- nForce 680i LT SLI
- nForce 680i SLI

Die Verbesserungen umfassen den Speichercontroller (der auf DDR2-800 beschleunigt wurde) und die integrierte Soundfunktion (nun durchgehend HDA). Ferner wurde der Front Side Bus auf mindestens 266 MHz (quad-pumped, FSB1066) beschleunigt. Auch gibt es nun eine Version, die kein SLI unterstützt. Der 680i SLI unterstützt außerdem einen dritten PCIe-x16-Slot (angebunden mit 8 Lanes), der die Verwendung einer dritten Grafikkarte als Physikbeschleuniger erlaubt. Zudem unterstützt diese Variante einen FSB-Takt von 333 MHz (quad-pumped, FSB1333).

### Ausstattung

#### Northbridge
| Modell             | Front Side Bus | Speichercontroller    | PCI-Express Lanes | PCI-Express Links | Besonderheiten         |
| ------------------ | -------------- | --------------------- | ----------------- | ----------------- | ---------------------- |
| nForce 680i LT SLI | 333 MHz AGTL+  | Dual-Channel DDR2-800 | 46                | 9                 |                        |
| nForce 680i SLI    | 333 MHz AGTL+  | Dual-Channel DDR2-800 | 46                | 9                 | 3 PCIe-x16-Anbindungen |
| nForce 650i Ultra  | 266 MHz AGTL+  | Dual-Channel DDR2-800 | 18                | 3                 |                        |
| nForce 650i SLI    | 266 MHz AGTL+  | Dual-Channel DDR2-800 | 18                | 4                 |                        |
| nForce 630i        | 266 MHz AGTL+  | Dual-Channel DDR2-800 | 18                | 3                 |                        |

#### Southbridge
| Modell             | PATA (Geräte und Geschwindigkeit) | SATA (Geräte und Geschwindigkeit) | Unterstützte RAID-Modi | USB         | Anzahl PCI-Slots | Ethernet    | Audio | sonstiges |
| ------------------ | --------------------------------- | --------------------------------- | ---------------------- | ----------- | ---------------- | ----------- | ----- | --------- |
| nForce 680i LT SLI | 2x ATA-133                        | 6x SATA-II                        | 0, 1, 0+1, 5           | 10x USB 2.0 | 5                | 1x 1 GBit/s | HDA   | -         |
| nForce 680i SLI    | 2x ATA-133                        | 6x SATA-II                        | 0, 1, 0+1, 5           | 10x USB 2.0 | 5                | 2x 1 GBit/s | HDA   | -         |
| nForce 650i Ultra  | 4x ATA-133                        | 4x SATA-II                        | 0, 1, 0+1, 5           | 8x USB 2.0  | 5                | 1x 1 GBit/s | HDA   | -         |
| nForce 650i SLI    | 4x ATA-133                        | 4x SATA-II                        | 0, 1, 0+1, 5           | 8x USB 2.0  | 5                | 1x 1 GBit/s | HDA   | -         |
| nForce 630i        | 2x ATA-133                        | 4x SATA-II                        | 0, 1                   | 8x USB 2.0  | 5                | 1x 1 GBit/s | HDA   | -         |